# Giennadij Padałka
Giennadij Iwanowicz Padałka, ros. Геннадий Иванович Падалка (ur. 21 czerwca 1958 w Krasnodarze) – pułkownik sił powietrznych, rosyjski kosmonauta. Rekordzista pod względem łącznego czasu spędzonego w kosmosie.

## Wykształcenie i służba wojskowa
- 1975 – ukończył szkołę średnią nr 57 w Krasnodarze.
- 1979 – został absolwentem Wyższej Wojskowej Szkoły Lotniczej im. Władimira M. Komarowa w Jejsku.
- 1979-1988 – służył w różnych jednostkach sił powietrznych ZSRR. Podczas służby latał m.in. na samolotach Su-24, Su-7, MiG-15 MiG-17 i Aero L-29 Delfín. W sumie za sterami samolotów spędził około 1200 godzin. Wykonał także ponad 300 skoków ze spadochronem.
- 1994 – w kwietniu ukończył Międzynarodowe Centrum Kształcenia UNESCO, uzyskując tytuł inżyniera-ekologa i międzynarodowy certyfikat „Master of Environmental Monitoring”.
- 2007 – ukończył Rosyjską Akademię Służby Cywilnej przy Prezydencie Federacji Rosyjskiej.

## Kariera kosmonauty
- 1989 – 25 stycznia decyzją Państwowej Komisji Międzyresortowej (ГМВК) oficjalnie został kosmonautą sił powietrznych (grupa WWS-10) i rozpoczął przeszkolenie podstawowe.
- 1991 – w styczniu po zakończeniu dwuletniego kursu podstawowego zdobył uprawnienia kosmonauty-badacza.
- 1991-1996 – trenował w grupie kosmonautów przygotowujących się do lotów na stację kosmiczną Mir.
- 1996 – w lutym został dowódcą dwóch załóg: rezerwowej Sojuza TM-26 (znaleźli się w niej również Siergiej Awdiejew i Jean-Pierre Haignere) oraz podstawowej Sojuza TM-28 (ponownie z Siergiejem Awdiejewem).
- 1997 – 5 sierpnia podczas startu Sojuza TM-26 był dublerem dowódcy załogi podstawowej. Od października rozpoczął szkolenie do swojej pierwszej kosmicznej misji.
- 1998 – w marcu do trenującej załogi dokooptowano Jurija Baturina. 13 sierpnia wystartował w kosmos do blisko 200-dniowej wyprawy dowodząc Sojuzem TM-28 i 26 stałą załogą Mira. Na Ziemię powrócił 28 lutego 1999.
- 1999-2000 – wkrótce po powrocie ze swojej pierwszej misji kosmicznej Padałka przez kilka miesięcy trenował z Siergiejem Trieszczowem do kolejnej długotrwałej wyprawy na stację kosmiczną Mir. Załogę ostatecznie rozformowano w sierpniu po tym, jak podjęto decyzję o pozostawieniu stacji bez stałej załogi. W połowie roku razem z Nikołajem Budarinem rozpoczęli szkolenie jako podstawowa załoga programu „MKS-1R”. W swoim założeniu była to misja ratunkowa na wypadek problemów z automatycznym połączeniem na orbicie modułów Zarja i Zwiezda. W razie problemów kosmonauci mieli przeprowadzić ręczne dokowanie. 26 lipca 2000 połączenie automatyczne zakończyło się sukcesem i załoga zakończyła pracę.
- 2000-2001 – był dowódcą załogi rezerwowej 4 ekspedycji na Międzynarodową Stację Kosmiczną. Trenował wspólnie z Edwardem Fincke oraz Stephenem Robinsonem.
- 2002-2004 – w marcu 2002 Padałka oraz Edward Fincke i Oleg Kononienko zostali przydzieleni do podstawowej załogi 9 ekspedycji na ISS. Na stację mieli się udać na pokładzie wahadłowca. Po katastrofie promu Columbia loty wahadłowców wstrzymano, a załogi przeformowano zmniejszając jednocześnie liczebność stałej załogi do dwóch astronautów. W grudniu 2003 Padałka i Fincke zostali wyznaczeni do załogi rezerwowej 9 wyprawy na ISS i jednocześnie załogi podstawowej 10 stałej załogi stacji. Na początku 2004, na niecałe 3 miesiące przed startem Sojuza TMA-4 postanowiono, że obaj astronauci będą jednak w pierwszym składzie planowanego lotu. 19 kwietnia 2004 wystartowali do blisko 190-dniowej wyprawy. W krótkotrwałą misję udał się z nimi holenderski astronauta André Kuipers.
- 2005-2007 – przygotowywał się w grupie kosmonautów do kolejnego lotu na ISS. W sierpniu 2007 wstępnie został wyznaczony dowódcą 19 załogi Międzynarodowej Stacji Kosmicznej.
- 2008 – 12 lutego NASA oficjalnie ogłosiła skład załogi Sojuza TMA-14[1]. Padałka został dowódcą załogi, a funkcję inżyniera pokładowego powierzono Michaelowi Barrattowi. W jej pierwotnym składzie znalazł się także kandydat na kolejnego kosmicznego turystę – Nik Halik, którego ostatecznie zastąpił Charles Simonyi (drugi lot tego kosmicznego turysty). Start do misji zaplanowano na marzec 2009. W październiku Padałka, Barratt i Halik byli dublerami załogi Sojuza TMA-13.
- 2009 – od marca do października w składzie 19 stałej załogi Międzynarodowej Stacji Kosmicznej odbył swój trzeci lot kosmiczny.

## Odznaczenia
- Medal Złotej Gwiazdy Bohatera Federacji Rosyjskiej (1999)
- Lotnik-Kosmonauta Federacji Rosyjskiej
- Order „Za zasługi dla Ojczyzny” III klasy (2010)
- Order Za zasługi dla Ojczyzny IV klasy (2005)
- Medal „Za zasługi w podboju kosmosu” (2011, Rosja)[2]
- Universal Astronaut Insignia za lot orbitalny (nr 381) – Stowarzyszenie Uczestników Lotów Kosmicznych (Association of Space Explorers(inne języki))[3]

## Loty kosmiczne

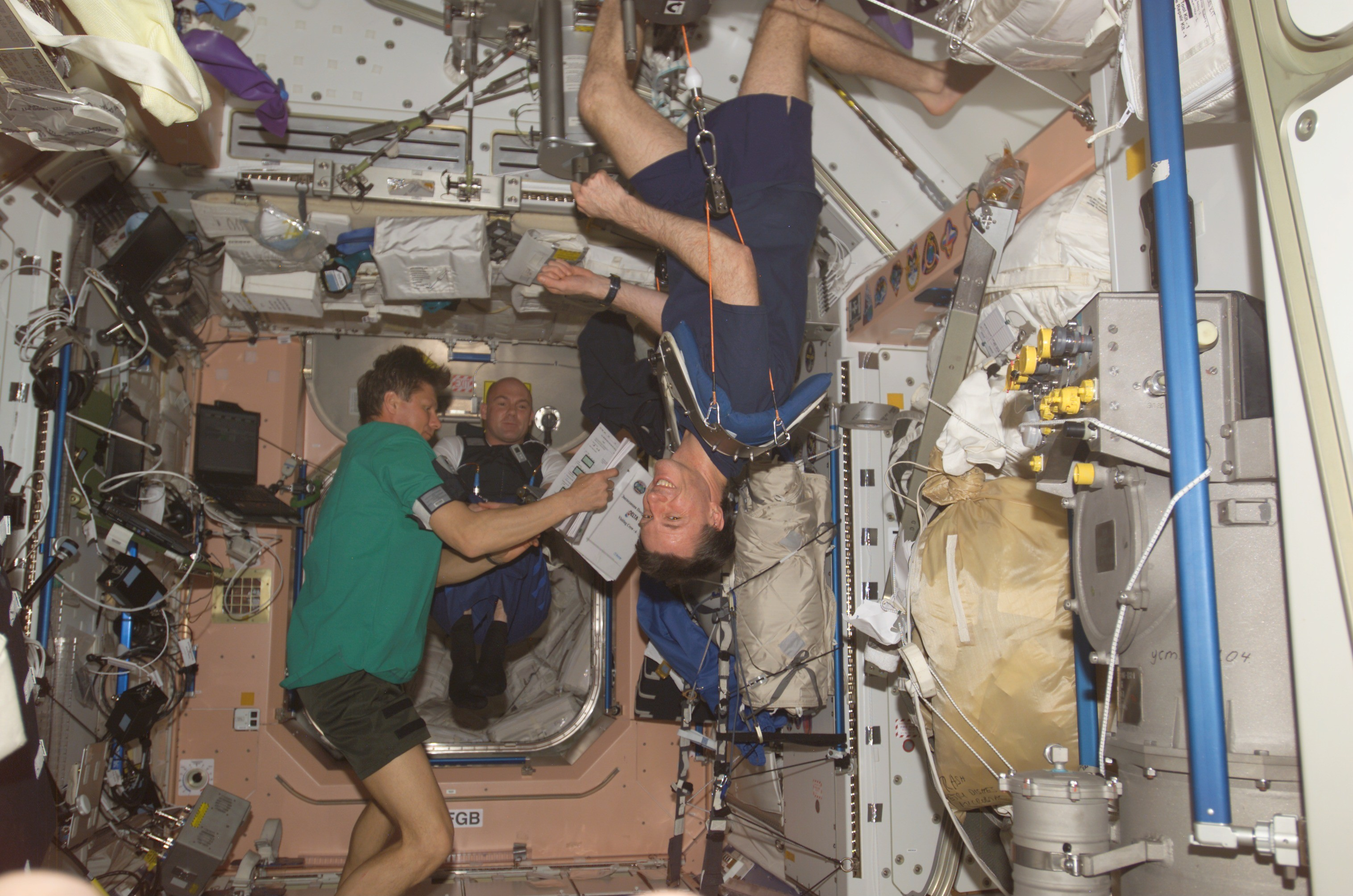
22 kwietnia 2004. Astronauci 8 i 9 stałej załogi ISS. Od lewej Padałka, Kuipers i Foale.

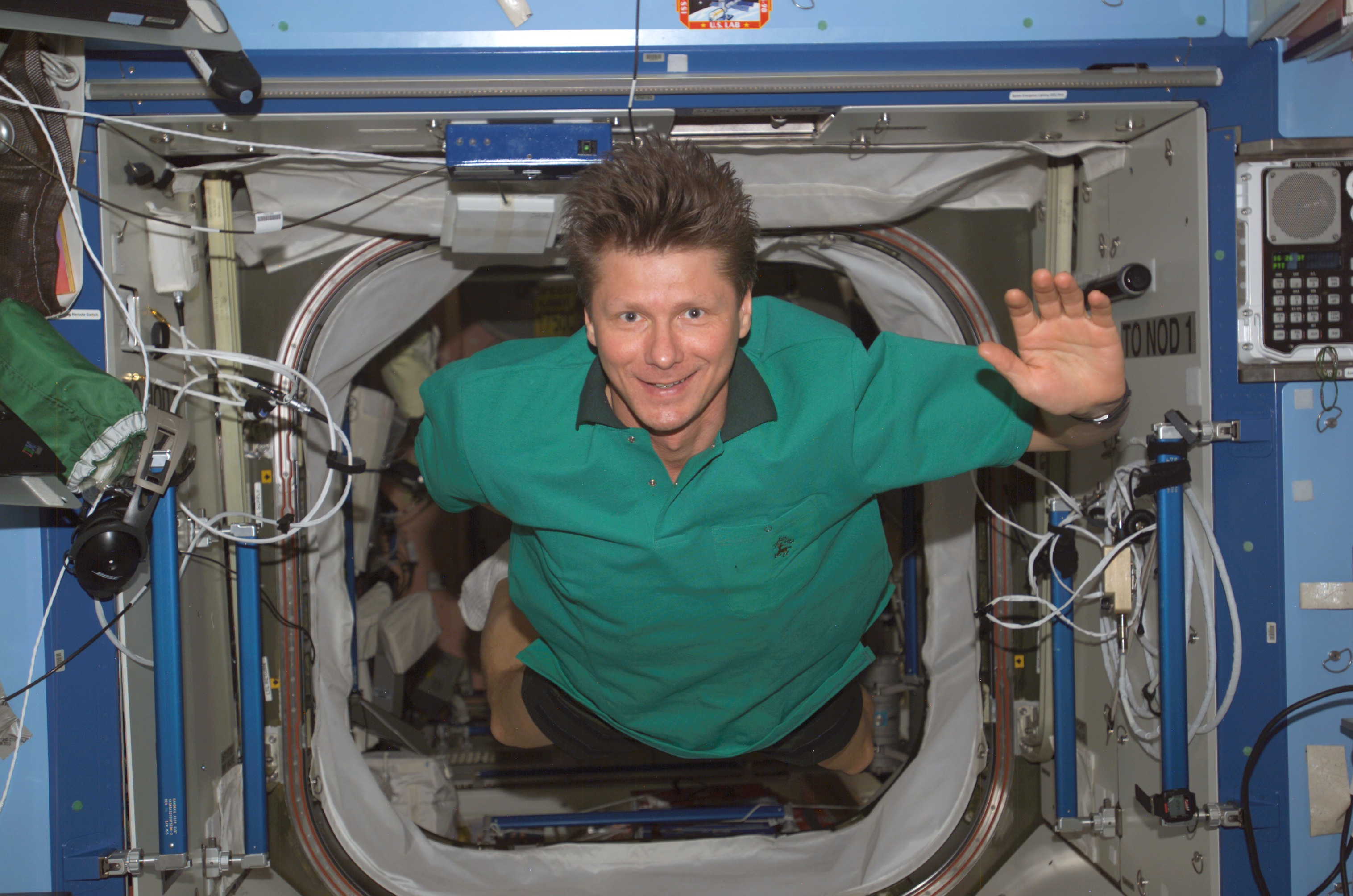
24 kwietnia 2004. Dowódca Ekspedycji 9 – Giennadij Padałka w module Destiny.

- Sojuz TM-28;

Swój pierwszy lot w kosmos Padałka rozpoczął 13 sierpnia 1998. Był dowódcą statku kosmicznego. Razem z nim na pokładzie znajdowało się jeszcze dwóch innych kosmonautów: Siergiej Awdiejew oraz Jurij Baturin (pierwszy rosyjski polityk w kosmosie). Celem tej misji było dostarczenie na pokład stacji kosmicznej Mir 26 stałej załogi. Dwa dni później Sojuz dotarł do kompleksu orbitalnego. Baturin powrócił na Ziemię 25 sierpnia 1998 razem z Tałgatem Musabajewem i Nikołajem Budarinem. Kosmonauci z nowej załogi pracowali razem do 28 lutego 1999. W tym czasie Padałka odbył jeden spacer kosmiczny (10 listopada 1998) trwający blisko 6 godzin. Na Ziemię w kapsule Sojuza T-28 powrócił tylko Padałka razem ze Słowakiem Ivanem Bellą. Obaj wylądowali około 60 km od miasta Arkałyk. Awdiejew pozostał natomiast na pokładzie Mira aż do sierpnia 1999.
- Sojuz TMA-4,  Ekspedycja 9;

Sojuz TMA-4 wystartował w kosmos 19 kwietnia 2004. Na jego pokładzie znajdowała się 3-osobowa załoga. Padałka dowodził także i tą misją. Edward Fincke pełnił funkcję inżyniera pokładowego podobnie jak trzeci członek załogi – holenderski astronauta André Kuipers. Po dwóch dniach, 21 kwietnia, nastąpiło połączenie Sojuza z Międzynarodową Stacją Kosmiczną. W piątym dniu wspólnego lotu (26 kwietnia) Padałka i Finke (dziewiąta stała załoga stacji) przejęli ISS od swoich poprzedników. Aleksandr Kaleri, Michael Foale oraz André Kuipers 30 kwietnia w kapsule Sojuza TMA-3 powrócili na Ziemię. Podczas misji trwającej do 24 października 2004 astronauci przyjęli dwa statki transportowe typu Progress, które przywiozły na stację zaopatrzenie. Cztery razy wychodzili w otwartą przestrzeń kosmiczną instalując m.in. na powierzchni ISS nowe anteny. Usunęli także usterki systemu chłodzenia i jednego z żyroskopów. Padałka spędził poza statkiem w sumie blisko 16 godzin. Kolejna stała załoga dotarła na stację 16 października. Sojuz TMA-5 przywiózł członków kolejnej zmiany (Ekspedycja 10 – Saliżan Szaripow oraz Leroy Chiao). Razem z nimi na stację przybył również Jurij Szargin, który powrócił na Ziemię z Padałką i Fincke. Kapsuła Sojuza TMA-4 opadła na powierzchnię Ziemi 95 km NE od Arkałyku.

## Wykaz lotów
| Loty kosmiczne, w których uczestniczył Giennadij I. Padałka              | Loty kosmiczne, w których uczestniczył Giennadij I. Padałka | Loty kosmiczne, w których uczestniczył Giennadij I. Padałka | Loty kosmiczne, w których uczestniczył Giennadij I. Padałka | Loty kosmiczne, w których uczestniczył Giennadij I. Padałka | Loty kosmiczne, w których uczestniczył Giennadij I. Padałka      | Loty kosmiczne, w których uczestniczył Giennadij I. Padałka |
| Lp.                                                                      | Data startu                                                 | Statek kosmiczny                                            | Data lądowania                                              | Statek kosmiczny                                            | Funkcja                                                          | Czas trwania                                                |
| ------------------------------------------------------------------------ | ----------------------------------------------------------- | ----------------------------------------------------------- | ----------------------------------------------------------- | ----------------------------------------------------------- | ---------------------------------------------------------------- | ----------------------------------------------------------- |
| 1                                                                        | 13 sierpnia 1998                                            | Sojuz TM-28                                                 | 28 lutego 1999                                              | Sojuz TM-28                                                 | dowódca Sojuza oraz 26 stałej załogi na stacji Mir               | 198 dni 16 godzin 31 minut i 10 sekund                      |
| 2                                                                        | 19 kwietnia 2004                                            | Sojuz TMA-4                                                 | 24 października 2004                                        | Sojuz TMA-4                                                 | dowódca Sojuza i Ekspedycji 9 na ISS                             | 187 dni 21 godzin 16 minut i 9 sekund                       |
| 3                                                                        | 26 marca 2009                                               | Sojuz TMA-14                                                | 11 października 2009                                        | Sojuz TMA-14                                                | dowódca Sojuza oraz Ekspedycji 19 i 20 na ISS                    | 198 dni 16 godzin 42 minuty i 25 sekund                     |
| 4                                                                        | 15 maja 2012                                                | Sojuz TMA-04M                                               | 17 września 2012                                            | Sojuz TMA-04M                                               | dowódca Sojuza i Ekspedycji 32, inżynier pokładowy Ekspedycji 31 | 124 dni 23 godzin 51 minut i 30 sekund                      |
| 5                                                                        | 27 marca 2015                                               | Sojuz TMA-16M                                               | 12 września 2015                                            | Sojuz TMA-16M                                               | dowódca Sojuza i Ekspedycji 44, inżynier pokładowy Ekspedycji 43 | 168 dni 5 godzin 8 minut i 34 sekundy                       |
| Łączny czas spędzony w kosmosie – 878 dni 11 godzin 29 minut i 48 sekund |                                                             |                                                             |                                                             |                                                             |                                                                  |                                                             |